# たにたけし
たに たけしは、日本の漫画家である。

## 概要
ジャンプルーキーでは、『魔法使いリィンの幸せな結婚』が2020年9月期のブロンズルーキー賞を受賞している。『魔法使いリィンの幸せな結婚』は「次にくるマンガ大賞 2021」のWebマンガ部門でUGC特別賞を受賞している。
たにたけし自身がニコニコ静画に投稿していた『一行で笑ったら寝ろ』シリーズは、2012年4月12日に連載開始がなされた後、2012年4月13日に1位を獲得し、同年12月12日に連載終了した後もアクセス回数が伸びたことから、後に2013年7月時点では累計アクセス回数が1010万回を超えて当時最も人気があるニコニコ静画の登録漫画だと評されており、2021年4月現在のアクセス数は2132万回となっている。
ニコニコ動画では、おさとう氏のデザインした謎の生物が登場する『おさゆくの宴』シリーズがあり、此方も人気が有る。

## 主な作品

### 漫画
- 『いつか天魔の大うさぎ 』（原作: 鏡貴也、作画: たにたけし、『月刊ドラゴンエイジ』）[5]
- 『魔法使いリィンの幸せな結婚』（「ジャンプルーキー」）[6]